# Tony Harris (Footballspieler)
Anthony „Tony“ Harris (* 20. April 1949 in Cleveland, Ohio) ist ein ehemaliger US-amerikanischer American-Football-Spieler. Er spielte auf der Position des Runningbacks, Wide Receivers und Defensive Backs in der National Football League (NFL).

## Karriere
Harris spielte zwei Jahre auf der Position des Runningbacks für die Toledo Rockets College Football. Zuvor hatte er zwei Jahre wie zuvor in der Highschool als Quarterback gespielt. Im NFL Draft 1971 wurde er als 101. Spieler von den San Francisco 49ers ausgewählt. Er war der letzte gedraftete Runningback Toledos bis 2002 Chester Taylor ausgewählt wurde. Die 49ers planten dabei Harris als Runningback, Defensive Back oder Wide Receiver einzusetzen. Er spielte vier Spiele für die 49ers. 1972 wechselte er zu den Denver Broncos, spielte jedoch nie ein Spiel für diese.